# PEAR
PEAR, o PHP Extension and Application Repository, es un entorno de desarrollo y sistema de distribución para componentes de código PHP. El proyecto PEAR fue fundado por Stig S. Bakken en 1999 para promover la reutilización de código que realizan tareas comunes.
El proyecto tiene como metas:
- promover una biblioteca de código bien estructurada
- mantener un sistema de distribución y mantenimiento de paquetes de código
- promover un estilo de codificación estándar

En definitiva consiste en una lista bastante grande de bibliotecas de código PHP que permiten hacer ciertas tareas de manera más rápida y eficiente reutilizando código escrito previamente por otras personas. Generalmente las bibliotecas contienen clases en archivos PHP que luego se incluyen y usan sin muchas complicaciones. Aunque el proyecto PEAR está orientado hacia la comunidad, existe un Grupo PEAR que ejerce de gobierno y toma cuenta de las tareas administrativas. Cada paquete de código PEAR comprende un proyecto independiente bajo el paraguas común de PEAR. Estos paquetes disponen de su propio equipo de desarrollo, control de versiones y documentación.

## Lista de paquetes
- Authentication
- Benchmarking
- Caching
- Configuration
- Console
- Database
- Date & Time
- Encryption
- Event
- File Formats
- File System
- Gtk Components
- Gtk2 Components
- HTML
- HTTP
- Images
- Internationalization
- Logging
- Mail
- Math
- Networking
- Numbers
- Payment
- PEAR
- PHP
- Processing
- Science
- Semantic Web
- Streams
- Structures
- System
- Text
- Tools and Utilities
- Validate
- Web Services
- XML
- Java